# Sữa đậu nành
Sữa đậu nành (tiếng Anh: soy milk) là một thức uống có nguồn gốc thực vật được sản xuất bằng cách ngâm và nghiền hạt đậu nành với nước, chắt lọc lấy nước rồi bỏ bã. Đun sôi hỗn hợp và lọc các hạt còn lại. Thức uống ở dạng nhũ tương ổn định của dầu, nước và protein. Hình thức ban đầu là sản phẩm phụ tự nhiên của quá trình sản xuất đậu phụ. Có nguồn gốc từ Đông Á, nó đã trở thành một loại đồ uống phổ biến ở Châu Âu và Bắc Mỹ vào nửa cuối thế kỷ 20, đặc biệt là khi các kỹ thuật sản xuất đã được phát triển để mang lại cho nó một hương vị và gần giống với sữa động vật. Cùng với những loại sữa có nguồn gốc từ thực vật tương tự như sữa hạnh nhân, sữa gạo..., sữa đậu nành có thể được những người ăn chay hoặc dị ứng lactose sử dụng thay thế cho sữa động vật, trong khi những người khác có thể sử dụng nó vì lý do môi trường hoặc sức khỏe.

## Tên gọi
Ở Trung Quốc, thuật ngữ thường dùng đậu tương (nghĩa là "nước đậu") được sử dụng làm nước giải khát có nước và đậu truyền thống được sản xuất như một sản phẩm phụ của quy trình làm đậu phụ, trong khi các sản phẩm mua tại cửa hàng được thiết kế để bắt chước hương vị và tính nhất quán của sữa bò thường được gọi là sữa đậu ("đậu nãi"). Ở các quốc gia khác, đôi khi có những trở ngại pháp lý đối với tương đương của tên "sữa đậu nành". Trong các khu vực pháp lý như vậy, các nhà sản xuất sữa thực vật thường dán nhãn sản phẩm của họ tương đương với "nước giải khát đậu nành" hoặc "nước đậu nành".

#### Tên gọi theo Liên minh châu Âu
Trong Liên minh châu Âu, "sữa" chỉ đề cập đến sữa được tiết ra tự nhiên từ vú thu được từ một hoặc nhiều quá trình vắt sữa mà không có bất kỳ sự bổ sung thêm vào hoặc chiết xuất nào từ đó". Chỉ sữa bò mới được phép đặt tên là "sữa" trên bao bì và bất kỳ loại sữa nào khác phải ghi rõ tên của động vật tương ứng: ví dụ: "sữa dê" hoặc "sữa cừu". Việc đặt tên nước uống đậu nành là sữa đậu nành đã trở thành chủ đề của phiên tòa năm 2017 trước Tòa án Công lý Liên minh Châu Âu sau khi một nhóm bảo vệ người tiêu dùng Đức nộp đơn khiếu nại cạnh tranh không lành mạnh về một công ty mô tả các sản phẩm đậu nành và đậu phụ của họ là 'sữa' hoặc 'phô mai'. Tòa án Công lý phán quyết rằng các chỉ định như vậy không thể được sử dụng hợp pháp cho các sản phẩm hoàn toàn từ thực vật và việc bổ sung chỉ ra nguồn gốc thực vật của các sản phẩm (đậu nành) không ảnh hưởng đến quy định cấm đó. Tại Liên minh châu Âu, sữa đậu nành chỉ được phép bán dưới tên khác, chẳng hạn như nước đậu nành. Tuy nhiên, tại Hoa Kỳ, thuật ngữ "sữa đậu nành" được cho phép.

## Lịch sử
Cây đậu nành có nguồn gốc ở phía đông bắc Trung Quốc và dường như đã được thuần hóa vào khoảng thế kỷ 11 TCN nhưng việc sử dụng nó trong súp và đồ uống chỉ được chứng thực vào những thời kỳ sau đó. Sữa đậu nành được ghi nhận lần đầu tiên vào thế kỷ thứ 3 sau Công nguyên, "rượu" đậu nành vào thế kỷ thứ 4, và nước đậu phụ (doufujiang) k. 1365 vào giai đoạn diễn ra sự sụp đổ của nhà Nguyên.
Như đậu tương, thức uống này vẫn là một dạng sữa đậu nành phổ biến ở Trung Quốc, thường được chế biến từ đậu nành tươi. Mức độ phổ biến của nó tăng lên trong triều đại nhà Thanh, rõ ràng là do phát hiện ra rằng đun vừa đậu tương trong ít nhất 90 phút đã thủy phân raffinose và stachyose, oligosacarit tránh gây gây đầy hơi và đau tiêu hóa ở người lớn không dung nạp đường sữa. Đến thế kỷ 18, thức uống này trở nên phỏ biến đến những hàng bán rong cũng bán; vào thế kỷ 19, người ta có thói quen tới cửa hàng đậu phụ mua cốc sữa đậu nành tươi nóng hổi cho bữa sáng. Khi ăn sáng người Trung Quốc ăn kèm quẩy và chấm vào sữa đậu nành. Quá trình này được công nghiệp hóa vào đầu thời Dân quốc. Đến năm 1929, hai nhà máy ở Thượng Hải đã bán được hơn 1000 chai mỗi ngày và một nhà máy khác ở Bắc Kinh gần như tự sản xuất. Sau sự gián đoạn từ Chiến tranh thế giới thứ hai và Nội chiến Trung Quốc, sữa đậu nành bắt đầu được tiếp thị như thức uống giải khát thời thượng ở Hồng Kông, Singapore và Nhật Bản vào những năm 1950.

## Chế biến
Chế biến sữa đậu nành không quá khó. Cách đơn giản nhất mà ai cũng có thể làm được là xay hạt đậu tương (bằng máy xay sinh tố chẳng hạn) với tỉ lệ 200 g đậu trên 0.5 lít nước. Lọc phần đã xay qua khăn hay rây thật nhỏ để thu lấy nước. Đun sôi nước này lên là có sữa đậu nành
Hạt đậu tương cũng có thể được rang chín lên, (tới lúc giòn và ăn vã ngay được) rồi mới xay, cách này làm cho các sản phẩm thu được thơm ngon hơn, và dễ hấp thụ hơn. Sữa đậu nành thường là một trong các sản phẩm có chung một quá trình chế biến từ hỗn hợp bột đậu tương và nước. Từ mỗi công đoạn, người ta thu được một sản phẩm khác nhau như:
- Sữa đậu nành: phần nước của hỗn hợp, được lọc qua lưới mịn
- Tào phớ: phần chất béo và chất rắn mịn nổi bên trên thu được sau khi lọc sữa đậu nành
- Đậu phụ: phần chất rắn và chất béo thu được sau khi lọc vớt tào phớ và ép chặt
- Bã đậu: phần chất rắn thô nhất trong hỗn hợp

Hiện nay đã xuất hiện máy làm sữa đậu nành trong các gia đình ở phương Tây, khiến đồ uống này ngày càng trở nên thông dụng.

## Dinh dưỡng
Thành phần dinh dưỡng của sữa đậu thành có nhiều điểm tương tự với sữa bò. Sữa đậu nành có lượng protein cao gần bằng sữa bò, nhưng ít calci hơn sữa bò. Sữa đậu nành có ưu điểm là không có lactose, có thể thay thế sữa bò cho những người bị dễ bị đau bụng do lactose. Sữa đậu nành cũng chứa ít chất béo bão hòa hơn sữa bò, có thể có lợi cho tim mạch hơn. Nó không có casein, một protein của sữa bò có thể tạo ra histamine và tăng sản xuất chất nhầy trong cơ thể.
Một số nhà sản xuất công nghiệp ở phương Tây cho thêm vitamin ví dụ như vitamin B12 và calci vào sữa đậu nành.
| Thành phần dinh dưỡng của sữa bò, sữa đậu nành, hạnh nhân và yến mạch | Thành phần dinh dưỡng của sữa bò, sữa đậu nành, hạnh nhân và yến mạch | Thành phần dinh dưỡng của sữa bò, sữa đậu nành, hạnh nhân và yến mạch | Thành phần dinh dưỡng của sữa bò, sữa đậu nành, hạnh nhân và yến mạch | Thành phần dinh dưỡng của sữa bò, sữa đậu nành, hạnh nhân và yến mạch |
| Giá trị dinh dưỡng mỗi cốc 243 g                                      | Sữa bò (nguyên chất, bổ sung vitamin D)                               | Sữa đậu nành (không đường; canxi, bổ sung vitamins A và D)            | Sữa hạnh nhân (không đường)                                           | Sữa yến mạch (không đường)                                            |
| --------------------------------------------------------------------- | --------------------------------------------------------------------- | --------------------------------------------------------------------- | --------------------------------------------------------------------- | --------------------------------------------------------------------- |
| Năng lượng, kJ (kcal)                                                 | 620 (149)                                                             | 330 (80)                                                              | 160 (39)                                                              | 500 (120)                                                             |
| Protein (g)                                                           | 7.69                                                                  | 6.95                                                                  | 1.55                                                                  | 3                                                                     |
| Hàm lượng chất béo trong sữa (g)                                      | 7.93                                                                  | 3.91                                                                  | 2.88                                                                  | 5                                                                     |
| Chất béo bão hoà (g)                                                  | 4.55                                                                  | 0.5                                                                   | 0                                                                     | 0.5                                                                   |
| Cacbohydrat (g)                                                       | 11.71                                                                 | 4.23                                                                  | 1.52                                                                  | 16                                                                    |
| Chất xơ (g)                                                           | 0                                                                     | 1.2                                                                   | 0                                                                     | 2                                                                     |
| Đường (g)                                                             | 12.32                                                                 | 1                                                                     | 0                                                                     | 7                                                                     |
| Canxi (mg)                                                            | 276                                                                   | 301                                                                   | 516                                                                   | 350                                                                   |
| Kali (mg)                                                             | 322                                                                   | 292                                                                   | 176                                                                   | 390                                                                   |
| Muối khoáng (mg)                                                      | 105                                                                   | 90                                                                    | 186                                                                   | 140                                                                   |
| Vitamin B 12 (µg)                                                     | 1.10                                                                  | 2.70                                                                  | 0                                                                     | 1.2                                                                   |
| Vitamin A (IU)                                                        | 395                                                                   | 503                                                                   | 372                                                                   | 267                                                                   |
| Vitamin D (IU)                                                        | 124                                                                   | 119                                                                   | 110                                                                   | 144                                                                   |
| Cholesterol (mg)                                                      | 24                                                                    | 0                                                                     | 0                                                                     | 0                                                                     |

## Thưởng thức
Sữa đậu nành có thể dùng thay thế sữa bò trong hầu hết các công thức nấu ăn. Do có nguồn gốc hoàn toàn thực vật, sữa đậu nành thích hợp cho nhiều người ăn chay.